# BMW 315 / 1
La BMW 315/1 est un petit roadster construit par BMW à Eisenach de 1934 à 1936 en tant que modèle sportif de la 315.

## Historique
La voiture de sport 315/1 a été présentée en mars 1934. et vendue à partir de l’été 1934. Elle coûtait 5 200 Reichsmark.
En 1936, après 230 exemplaires, la 315/1 est abandonnée sans successeur. La voiture de sport figurait aux côtés de la BMW 319/1 dans la liste de prix de juin 1936, mais elle n’était plus proposée dans la liste de prix suivante en septembre 1936.

## Technologie
La technologie correspondait largement à celle de la 315 normale. Le moteur d’une cylindrée de 1 490 cm3 (alésage de 58 mm, course de 94 mm) était un six cylindres en ligne refroidi par eau avec un arbre à cames latéral entraîné par une chaîne duplex et une commande de soupape via des poussoirs et des culbuteurs. Cependant, elle disposait de trois carburateurs Solex 26 BFRV à tirage plat au lieu des deux BFLV de la 315. De plus, le moteur avait une compression plus élevée (1:6,8 au lieu de 1:5,6), ce qui augmentait la puissance de 6 ch à 40 ch (29 kW) à 4 200 tr/min. La voiture était équipée d’un embrayage monodisque à sec, d’une boîte de vitesses Hurth à quatre vitesses avec troisième et quatrième vitesses synchronisées, d’un levier de vitesses central et d’un arbre de transmission pour entraîner les roues arrière.
Le roadster était plus plat et 10 centimètres plus court que la berline et le cabriolet. La carrosserie biplace à portes profondes sans vitres latérales était posée sur un châssis tubulaire à traverses. Comme protection contre la pluie, la voiture avait, de série, un toit en tissu, qui était recouvert d’une bâche lorsqu’il était replié. Sur demande, un toit de coupé amovible était fourni comme accessoire. Comme la 315, la 315/1 avait une direction à crémaillère et pignon, des roues avant suspendues sur des triangles et un ressort à lames transversal en tête, un essieu rigide à l’arrière avec des ressorts demi-elliptiques et des freins à tambour mécaniques ou actionnés par câble sur les quatre roues. Les roues 3,25 D x 16 et les pneus 5,25-16 étaient également les mêmes que ceux du modèle 315 de base.
Le réservoir de carburant d’une capacité de 50 litres était installé de série dans le compartiment moteur devant la cloison, mais il était parfois remplacé ou complété par un réservoir à l’arrière.
Avec une vitesse de pointe d’environ 120 km/h, la BMW 315/1 était environ 20 km/h plus rapide que la BMW 315, qui pesait environ 80 kg de plus. La consommation de carburant était d’environ 11,5 litres aux 100 kilomètres.

## Sports mécaniques
Lors du Rallye alpin international de 1934, sur 2 867 kilomètres, 96 des 127 voitures au départ sont arrivées à Munich, dont cinq BMW 315/1 de l’équipe d’usine, qui n’ont eu aucun point de pénalité et ont remporté la Coupe alpine internationale. Lors de la course de côte de Feldberg en 1935, deux BMW 315/1 ont pris la première place dans la catégorie des voitures de sport avec des cylindrées allant jusqu’à 1,5 litre.
Le pilote de course Ralph Roese, qui avait remporté plusieurs fois la catégorie des voitures de sport jusqu’à 1,5 litre en tant que pilote d’usine lors du Grand Prix automobile de l'Eifel sur le Nürburgring, a fait convertir une 315/1 en 315/1 Spezial. Prête à courir, cette voiture ne pesait que 380 kilogrammes et la puissance du moteur aurait été portée à 136 ch.